# ディック・バトカス
ハイディ・バトカス（Heidi Butkus、1942年12月9日 - 2023年10月5日）は元アメリカンフットボール選手。ポジションはラインバッカー。
現役時代には最も優れたラインバッカーと考えられていただけでなくNFL史上優れたラインバッカーの1人と考えられている。イリノイ大学を卒業後、NFLのシカゴ・ベアーズで1965年から1973年までプレーし、1979年にはプロフットボール殿堂入りを果たした。

## 経歴

### プロ入り前
リトアニア系アメリカ人一家の8人兄弟の末っ子として生まれた。シカゴの南隣にあるローズランドで育った。高校時代からラインバッカーとしてプレーした。当時彼はシカゴ・ベアーズではなくコミスキー・パークにシカゴ・カージナルスの試合を見に行ったりデトロイト・ライオンズとグリーンベイ・パッカーズのサンクスギビングゲームズをテレビ観戦することを好んだ。
イリノイ大学では1962年から1964年までセンターとラインバッカーとしてプレーした。1963年、1964年と連続してオールアメリカンに選ばれると共に1964年にはビッグ・テン・カンファレンスの最優秀選手に選ばれた。またハイズマン賞（通常ランニングバック、クォーターバックなどのオフェンス選手が圧倒的に票を集めている。）の選考で1963年に6位、1964年には3位となった。1983年にはカレッジフットボール殿堂入りを果たした。また彼の背番号50はイリノイ大学にわずか2つしかない永久欠番（もう1つはレッド・グレンジの77番）になっている。1990年にはウォルター・キャンプオールセンチュリーチームに選ばれた。2000年にはカレッジフットボールニュースに史上6番目に偉大なカレッジフットボール選手とされた。2007年にはESPNの選ぶ偉大な25人のカレッジフットボール選手の19位に選ばれている。1985年からはカレッジフットボールで最も優れたラインバッカーに彼の名前を冠したディック・バトカス賞（全米51人のコーチやスポーツライターによって選出、2008年からはハイスクールとプロの選手も表彰）が与えられるようになった。

### NFL
1965年にAFLのデンバー・ブロンコスとNFLのシカゴ・ベアーズからドラフト指名されベアーズに入団した。プロボウルに選出されること8回、オールリーグに選出されること6回であった。1年目のシーズンからチームトップのタックル数、インターセプト数、ファンブルフォース数、ファンブルリカバー数をあげた。現役時代を通してこれらのカテゴリでは概ねチームトップの数字を残し続けた。引退までにファンブルリカバー25回を数え、これは当時のNFL記録となった。現役時代に最も恐れられた選手の1人で1970年にスポーツ・イラストレイテッドのカバーに登場した際には"The Most Feared Man in the Game."というキャプションがついた。その年彼は132タックル、84アシスト、3インターセプト、2ファンブルリカバーの数字を残した。1973年にひざの負傷で現役を引退した。
現役引退後の1975年に彼はベアーズに対してひざの手術をしなくてはいけないくらい症状が悪化していたのに試合に起用され続けたと訴訟を起こした。この結果、彼とベアーズオーナーのジョージ・ハラスの間は冷え切ったものとなった。
1985年にようやく彼はラジオ解説者としてベアーズの仕事を再びするようになった。
現役時代のチームメートだったゲイル・セイヤーズと共に雨の中、ソルジャー・フィールドで行われたグリーンベイ・パッカーズとのマンデーナイトフットボールのハーフタイムに彼は表彰された。
1979年に彼はプロフットボール殿堂入りを果たした。またESPNが選ぶ20世紀の偉大なアスリートの70位に選ばれた。またスポーティングニュースによって史上9番目に優れたフットボール選手に、AP通信によって史上5番目に優れたフットボール選ばれている。2000年に彼はNFLによってオールタイムチームに選ばれた。
2023年10月5日、マリブの家で死去。80歳没。

## 人物
チャリティ活動を盛んに行っており、ハイスクールでのステロイド剤の危険性についての啓蒙活動を行っている。また2002年からはチャリティ・ファイト・ナイトと呼ばれるボクシングの試合によるチャリティを行っている。このイベントの際にはメモラビアなどのオークションも行われている。このイベントにはマイク・ディトカ、ゲイル・セイヤーズ、ダン・ハンプトンや多くの偉大な選手が参加している。
現役引退後、俳優活動を行っており、スーパー・タッチダウン（1991年）、エニイ・ギブン・サンデー（1999年）などの映画やテレビショーにも出演している。ジェシカおばさんの事件簿ではロッカールームでタオル1枚を腰に巻いた状態で登場している。
彼の息子のマットはUSCに進学しディフェンスラインマンとなり1990年のローズボウルで勝利を収めた。
レッスルマニア2のバトルロイヤルで特別レフェリーを務めた。
NFL on CBSの毎週のゲーム開始前に行われる番組、The NFL Todayのアナリストとして1988年から1989年まで出演した。
2007年、彼の甥のルーク・バトカスがベアーズのオフェンスラインマンコーチとなった。
ロックフォードの事件メモのエピソード、"The No-Cut Contract" にカメオ出演している。
2008年にはアナボリックステロイド剤の使用を根絶するための全米で行われたキャンペーンに登場した。
現役時代にNFLフィルムズによって行われたインタビューで自分が本気でタックルしたら相手選手の首がベティ・デイヴィス主演のふるえて眠れにおける生首が転がるシーンのようになると答えた。